# グループNEXT
グループNEXT（グループネクスト）は、作曲家 高橋東悟が代表を務める作曲家集団。1998年に結成された。作品発表を毎年6月に行っている。

## メンバー
- 高橋東悟（代表者）
- 倉内直子
- 若林千春
- 篠田昌伸
- 清水篤
- 法倉雅紀
- 西部哲哉
- 山口淳
- 浜田実弥子（マネージャー）